# Banatski Karlovac
Banatski Karlovac (Serbo:Банатски Карловац, ungherese: Nagykárolyfalva, tedesco: Karlsdorf) è una città della Serbia situata nella municipalità di Alibunar nel distretto del Banato Meridionale, nella provincia autonoma di Voivodina.

## Popolazione
La popolazione, maggiormente composta da Serbi, ammonta a 5 820 abitanti (censimento del 2002).

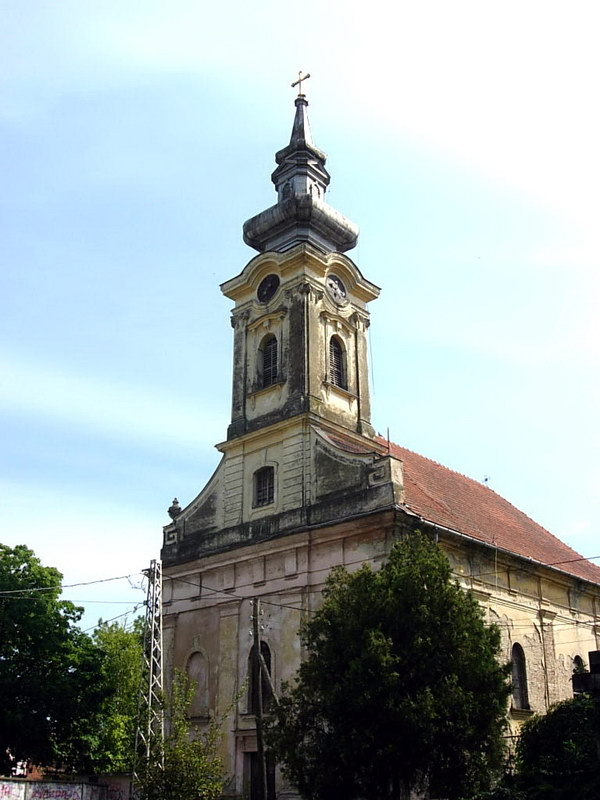
La Chiesa Cattolica

- 1961:6.025 abitanti
- 1971:6.273 abitanti
- 1981:6.319 abitanti
- 1991:6.286 abitanti
- 2002:5.820 abitanti